# IEEE 존 폰 노이만 메달

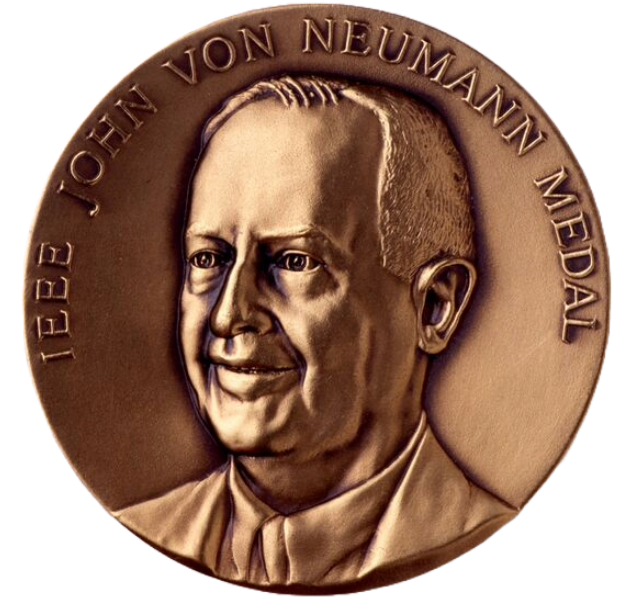

IEEE 존 폰 노이만 메달(IEEE John von Neumann Medal)은 1990년 전기전자공학자협회(IEEE) 이사회에 의해 제정되었으며 "컴퓨터 관련 과학 및 기술 분야의 뛰어난 업적"에 대해 매년 수여된다. 업적은 이론적, 기술적 또는 기업가적일 수 있으며 수상일 직전에 달성될 필요는 없다.
메달의 이름은 존 폰 노이만의 이름을 따서 명명되었다.

## 같이 보기
- 존 폰 노이만 이론상